# Rouvrois-sur-Othain
Rouvrois-sur-Othain ist eine französische Gemeinde mit 193 Einwohnern (Stand: 1. Januar 2022) im Département Meuse in der Region Grand Est (vor 2016: Lothringen). Die Gemeinde gehört zum Arrondissement Verdun, zum Kanton Bouligny und zum Gemeindeverband Damvillers Spincourt.

## Geografie
Die Gemeinde Rouvrois-sur-Othain liegt am Othain, acht Kilometer südlich von Longuyon. Umgeben wird Rouvrois-sur-Othain mit den Nachbargemeinden Arrancy-sur-Crusnes im Nordosten, Saint-Pierrevillers im Osten, Nouillonpont im Südosten, Duzey im Süden, Pillon im Westen sowie Sorbey im Nordwesten.

## Bevölkerungsentwicklung
| Jahr                       | 1962 | 1968 | 1975 | 1982 | 1990 | 1999 | 2004 | 2009 | 2019 |
| Einwohner                  | 223  | 184  | 184  | 218  | 201  | 190  | 182  | 201  | 189  |
| Quellen: Cassini und INSEE |      |      |      |      |      |      |      |      |      |

## Sehenswürdigkeiten
- Kirche Saint-Félix, erbaut 1738
- Denkmal für die Toten des Ersten Weltkriegs

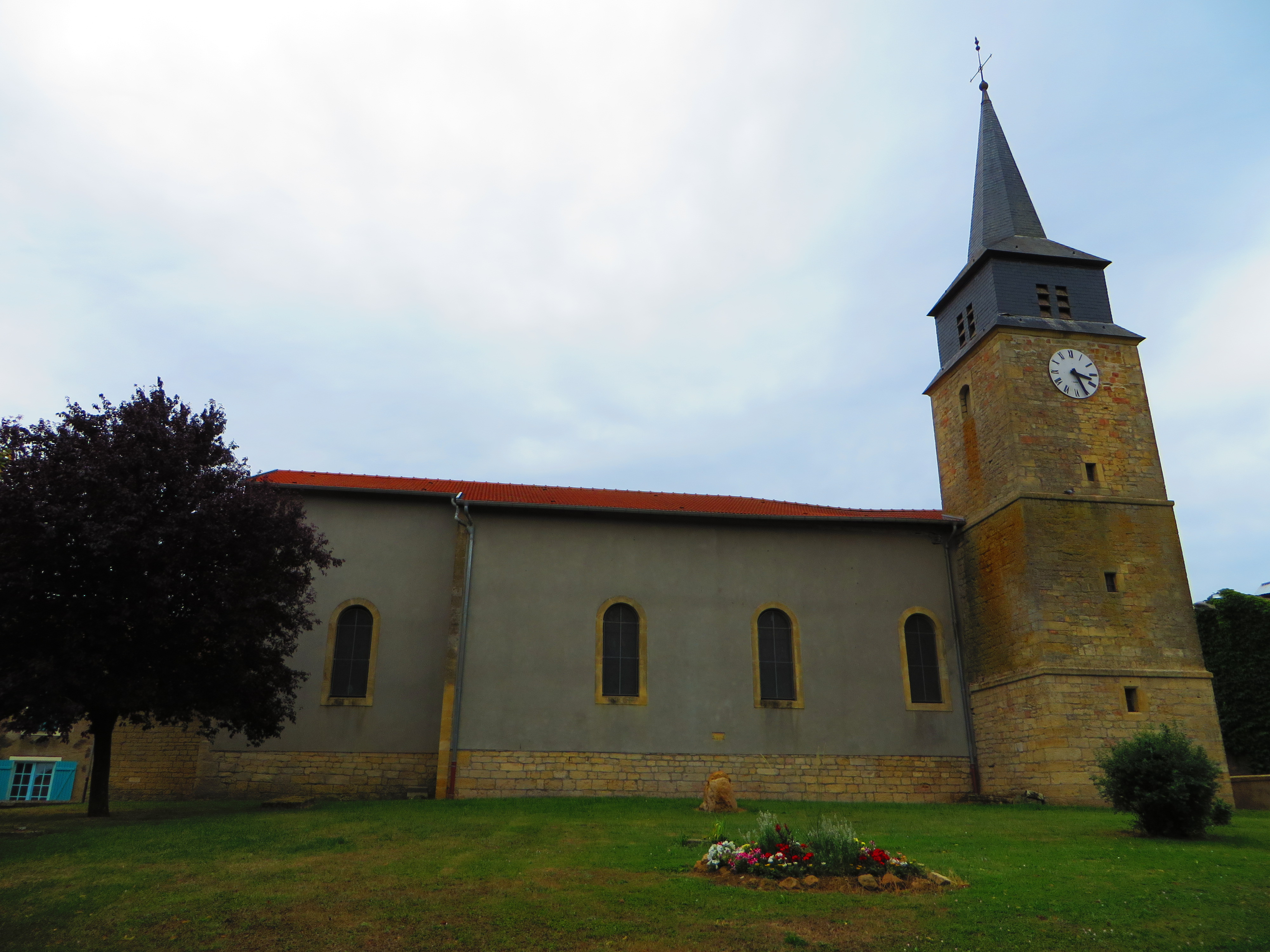
Kirche Saint-Félix
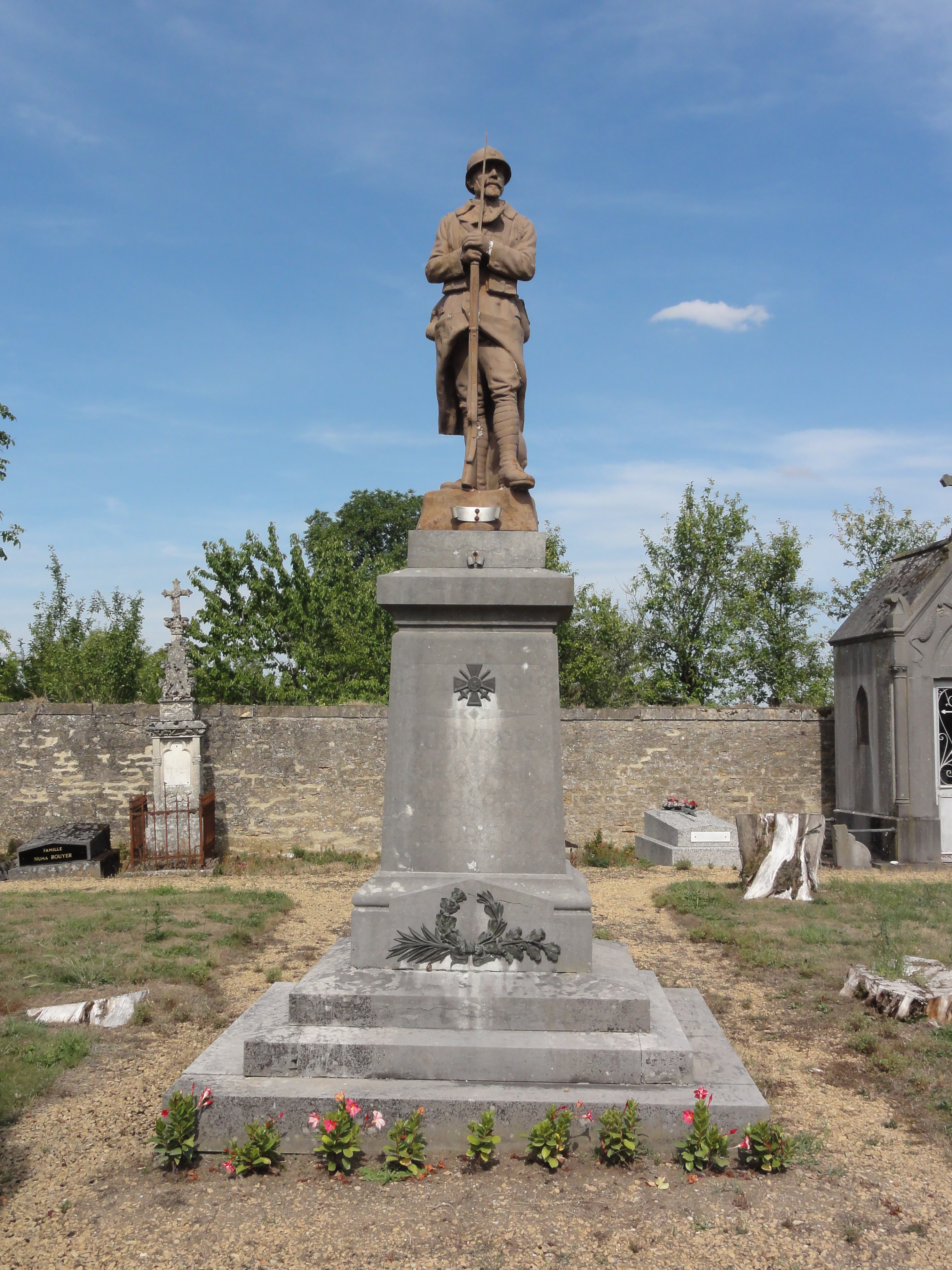
Denkmal für die Kriegstoten